# 蕾西·伊凡斯
梅西·埃斯特雷拉·卡德萊克（英語：Macey Estrella-Kadlec，1990年3月24日—）是美國職業摔角選手。她以「蕾西·伊凡斯」（Lacey Evans）為擂台名稱受聘於世界摔角娛樂，並在SmackDown品牌亮相。
伊凡斯最初是在海軍陸戰隊擔任憲兵時摔角的，後來在獨立巡迴賽接受訓練並展開自己的職業生涯。她於2016年開始在WWE的發展品牌NXT摔角，並在2018年12月的Raw中首次亮相。

## 早期生活
埃斯特雷拉·卡德萊克原名梅西·伊凡斯， 於1990年3月24日出生在喬治亞州。根據ESPN的報導，她“在一個因抑鬱、吸毒和酗酒而撕毀的家庭中長大”，由於父母的法律問題，她在成長過程中有時要住在帳篷裡。她的父親曾經想過要成為一名摔角選手，但從未採取任何行動。在她參加WWE選拔之前，她的父親死於藥物過量。

## 軍人生涯
埃斯特雷拉·卡德萊克曾服役於海軍陸戰隊，在特別應變隊擔任憲兵。她於19歲入伍，並服役五年，獲得學士學位，並在在職期間從事建築業。 在海軍陸戰隊中，透過一名中士向她介紹了職業摔角，那位中士也有參與獨立表演。在她參加的第二場演出中，那位中士也跟她進行了一場比賽。

## 個人生活
埃斯特雷拉·卡德萊克和她的丈夫阿方索育有二個女兒。 他們居住在南卡罗来纳州的帕里斯島。

## 冠軍經歷及成就
- APW（American Premier Wrestling）
  - APW世界重量級冠軍（一次）[3]
- 職業摔角畫報
  - 在2019年前100名女性摔角選手中排名第23名[13]

## 外部連結
- 蕾西·伊凡斯在WWE官方網站的介紹 （页面存档备份，存于）（英文）
- 梅西·埃斯特雷拉在互联网电影资料库（IMDb）上的資料（英文）